# سة كنج (مقاطعة فسا)
سة كنج (بالفارسية: سه کنج) هي منطقة سكنية تقع في قسم صحرارود الريفي في إيران. يقدر عدد سكانها بـ 0 نسمة بحسب إحصاء 2016.